# روجر بيكار
روجر بيكار (بالإنجليزية: Roger Picard)‏ هو سياسي أمريكي، ولد في 26 يناير 1957 في ونسوكت في الولايات المتحدة. حزبياً، نشط في الحزب الديمقراطي. وقد انتخب عضو مجلس ولاية رود آيلاند.